# Ugolino della Gherardesca
Ugolino della Gherardesca (c. 1220 - março de 1289), Conde de Donorático, foi um fidalgo, político e comandante naval italiano. Foi frequentemente acusado de traição e figura de destaque na Divina Comédia de Dante.

## Biografia

Brasão de armas da Casa della Gherardesca

No século XIII, a Itália era assolada pela luta de duas partes, os guelfos e guibelinos. Embora o conflito fosse de origem local e pessoal, as partes tinham vindo a ser associadas às duas potências universais: os guibelinos, lado a lado com o Santo Imperador Romano e o seu domínio de Itália, enquanto os guelfos, lado a lado com o Papa, que apoiava as cidades-estado autónomas.
Pisa era controlada pelos guibelinos, enquanto que a maioria das cidades circundantes eram controladas pelos guelfos, sobretudo os rivais comerciais de Pisa, Génova e Florença. Nestas circunstâncias, Pisa adoptou o "governo forte e vigilante" de um podestà "armado com um poder quase despótico".
Ugolino nasceu em Pisa na família della Gherardesca, uma família nobre de origem germânica cuja aliança com os Imperadores Hohenstaufen trouxe proeminência à Toscana e fê-los líderes dos guibelinos em Pisa.
Entre 1256 e 1258, participou na guerra contra o giudicato filo-genoês de Cagliari, na Sardenha. Ugolino obteve então a parte sudoeste do antigo território giudicato, com as suas ricas minas de prata, onde fundou a importante cidade de Villa di Chiesa, hoje Iglesias.

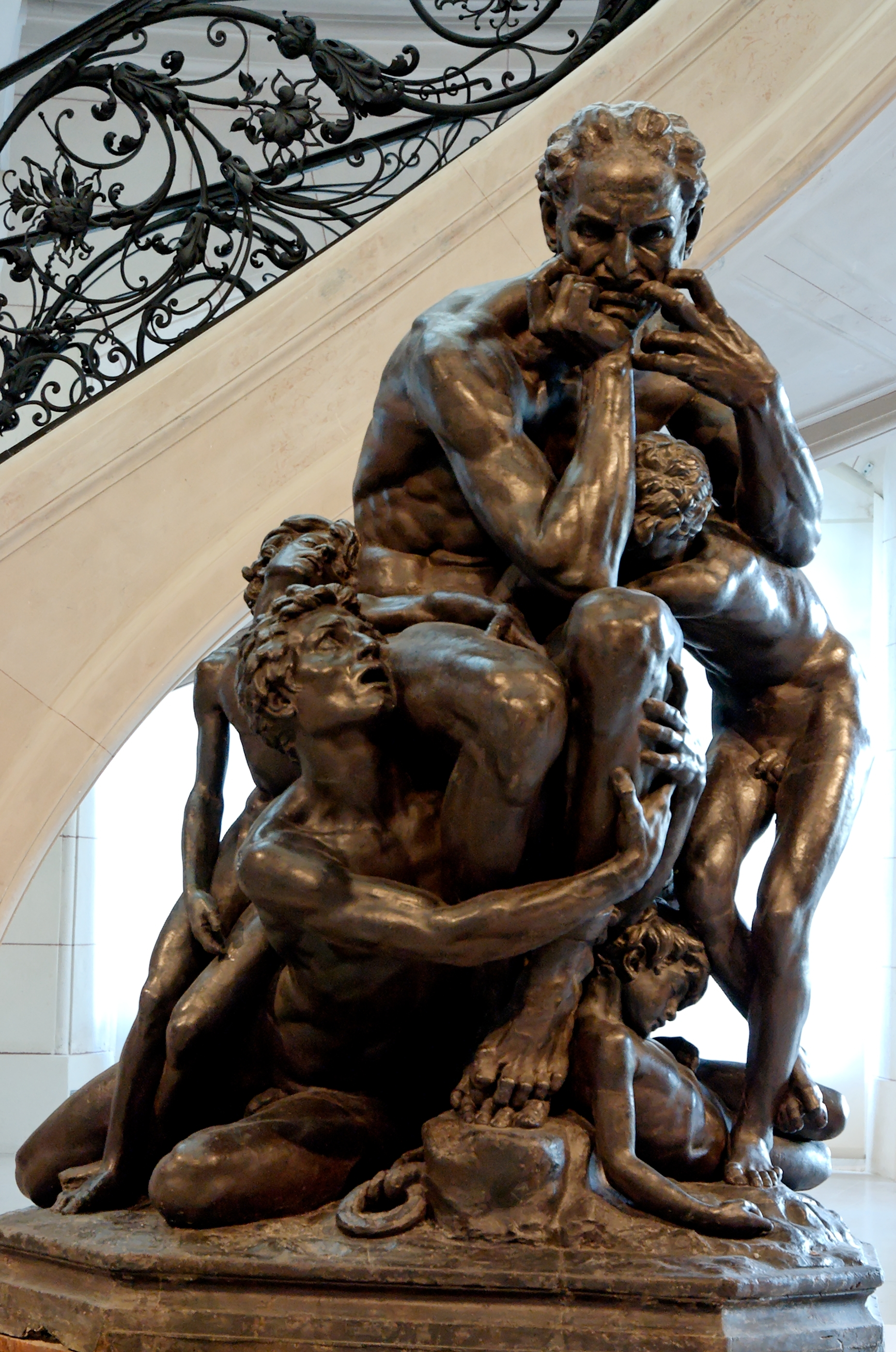
Ugolino e seus filhos por Jean-Baptiste Carpeaux, 1861, Petit Palais.

Como chefe da sua família, o partido guibelino e podestà de Pisa, Ugolino tomou medidas para preservar o seu poder face à hostilidade política dos vizinhos de Pisa. Em 1271, através de um casamento da sua irmã com Giovanni Visconti, juiz de Gallura, aliou-se aos Visconti, os líderes dos guelfos em Pisa. Ao fazê-lo, levantou as suspeitas dos seus companheiros guibelinos..
As subsequentes perturbações na cidade em 1274 levaram à prisão tanto de Ugolino como de Giovanni, que foram acusados de conspiração para minar o governo de Pisa e, com o apoio dos guelfos da Toscana, partilham o poder entre si. Ugolino foi preso e Giovanni expulso de Pisa. Giovanni Visconti morreu pouco depois, e Ugolino, já não considerado como uma ameaça, foi libertado e banido. No exílio, Ugolino começou imediatamente a intrigar com as cidades guelfo de Florença e Lucca. Com a ajuda de Carlos I de Anjou, atacou a sua cidade natal e forçou-a a fazer a paz em termos humilhantes, perdoando-o e a todos os outros exilados guelfo. Após o seu regresso, Ugolino permaneceu inicialmente distante da política, mas trabalhou tranquilamente para reafirmar a sua influência.
Em 1284, eclodiu a guerra entre Pisa e Génova e tanto Ugolino como Andreotto Saracini foram nomeados capitães de duas divisões de frotas por Alberto Morosini, o Podestà de Pisa. As duas frotas reuniram-se em Agosto na Batalha de Meloria. Os genoveses lutaram corajosamente e destruíram sete galeras de Pisan e capturaram vinte e oito. Entre os onze mil prisioneiros estava o Podestà Ugolino e a sua divisão deram o sinal de rendição e retiraram-se, decidindo a batalha a favor de Génova Este ataque foi posteriormente interpretado como traição mas não por nenhum escritor antes do século XVI..